# Remismondo
Remismondo dei Suebi Remismundo in spagnolo, in galiziano e in portoghese (... – 469) è stato re dei Suebi di Gallaecia, dal 460 fino alla sua morte.

## Origine
Remismondo, secondo Isidoro di Siviglia era figlio e successore del re dei Suebi di Gallaecia, Maldraso, e della moglie di cui non si conoscono né il nome né gli ascendenti, ma altre fonti lo negano.

Secondo il Diccionario biográfico español, Real Academia de la Historia, Maldraso era nato da un nobile suebo, Massilia, di cui non si conoscono gli ascendenti e da una donna di cui non si conoscono né il nome né gli ascendenti, verso l'inizio del V secolo.

## Biografia
Remismondo, viene citato dal vescovo Idazio, nel 459, che contemporaneamente a Maldraso saccheggiò sia la Lusitania che la Gallaecia.
Suo padre Maldraso, come conferma il vescovo Idazio, fu assassinato nel febbraio del 460, pare da uno del suo seguito, e, secondo Isidoro di Siviglia, gli fu tagliata la gola (Maldra autem tertio regni anno a suis iugulatur).

Remismondo succedette a Maldraso
In quello stesso anno Fromaro e il suo presunto fratello (Frumarium et Reccimundum Masdræ filium), Ricimondo spodestarono Remismondo, si spartirono il regno suebo di Galizia, ma, sempre secondo Isidoro di Siviglia non andavano d'accordo (Maldra interfecto inter Frumarium et Reccimundum oritur de regni potestate dissensio).

Dopo questa citazione, Isidoro di Siviglia non menziona più Ricimondo, mentre il vescovo Idazio, nella sua Idatii episcopi Chronicon non menziona mai Ricimondo, per cui, alcuni storici e il Diccionario biográfico español, Real Academia de la Historia pensano che Remismondo e Ricimondo siano la stessa persona.
Con la morte di Maldraso, secondo il Diccionario biográfico español, Real Academia de la Historia l'ostilità tra i Suebi e gli ispano-galizianiraggiunse il suo livello più alto.
Idazio non cita mai Ricimondo, ma riporta che Fromaro e Remismondo non andavano d'accordo (inter Frumarium et Remismundum oritur de regni potestate dissensio).

Anche Rafael Altamira y Crevea riporta che Remismondo si alleò con il re dei Visigoti, Teodorico II, che l'aiutò nella guerra contro Fromaro.

Dal 460 Suebi e Visigoti vissero in pace, e questi ultimi, dopo il precedente conflitto, ora appoggiano Remismondo, al punto che, qualche tempo dopo, Teodorico II gli diede in moglie una delle sue figlie e lo riconobbe re.
Fromaro morì nel 465 e Remismondo rientrò in possesso di tutto il regno, sia secondo Isidoro di Siviglia (Frumario mortuo Remismundus omnibus Sueuis in suam dicionem regali iure), che secondo le cronache di Idazio (Frumario mortuo Remismundus omnibus Sueuis in suam ditionem regali iure revocatis).
Poco dopo Remismondo occupò Coimbra, catturando la famiglia di un ricco cittadino (Cantabria) che probabilmente era a capo della città; dopo uno scambio di ambasciate, Coimbra fu liberata.
L'anno successivo gli Svevi di Remismondo si scontrarono con gli Aunonensi, che probabilmente abitavano sul litorale dell'odierna Pontevedra, il che provocò l'arrivo di un'ambasciata gotica, a cui seguirono nuovi scambi che servirebbero a contenere le ambizioni del re svevo.

Sempre nel 466, occupò Egitania.

In quello stesso anno 466, probabilmente nell'ambito dei nuovi rapporti con i Visigoti, un missionario ariano di nome Aiace giunse dalla Gallia e, con l'appoggio di Remismondo, convertì gli Svevi all'arianesimo; anche Isidoro di Siviglia conferma la conversione all'arianesimo, che si protrasse sino al regno di Teodemaro (Multis deinde Sueuorum regibus in Arriana haeresi permanentibus tandem regni potestatem Theodimirus suscepit).
Dopo che Teodorico II era stato ucciso e sostituito dal fratello, Eurico, nell'anno 467, Remismondo si sentì liberato dai suoi impegni con i Visigoti e lanciò nuove offensive (saccheggiò ed annesse al suo regno Conimbriga) per rafforzare la sua posizione, che volle rendere evidente anche attraverso i canali diplomatici con diverse ambasciate, presso l'Imperatore e presso i Vandali e i Goti.

Il nuovo re dei Visigoti, Eurico, il quale aveva assassinato il fratello Teodorico II nel 466, cambiò politica nei confronti degli Svevi, che da amichevole divenne contraria, portando la guerra (che fu terribile secondo il cronista Idazio, vescovo di Chaves in Galizia) in Lusitania e spinse gli Svevi nei vecchi confini.
In quel periodo, Remismondo aveva ripreso le sue ostilità verso gli Aunonensi e nel 468 Coimbra, sorpresa in pace, ne fu devastata. Nell'anno 469, con la collaborazione di Lusidio, cittadino che era a capo della città, Lisbona fu presa dagli Svevi di Remismondo.
Il fatto che poco dopo avesse raggiunto la pace con gli Aunonensi non gli impedì di continuare i suoi saccheggi in Lusitania e nel convento di Astorga.
Quando la cronaca di Idazio termina, nel 469, i Visigoti erano alle porte del territorio svevo e Remismondo aveva inviato il suddetto Lusidio come ambasciatore presso l'Imperatore. Non sapendo per quanto tempo Remismondo rimase alla guida degli Svevi, si presume in quella data la fine del suo regno e praticamente sino al 550, anno in cui si fa riferimento al re Carriarico, la storia degli Svevi è sconosciuta.

## Matrimonio e discendenza
Nel 465 Remismondo aveva sposato la figlia del re dei Visigoti, Teodorico II; lei lo convertì alla religione ariana, ed in questa occasione ci fu la conversione in massa degli Svevi, che in maggior parte erano ancora pagani.

Di Remismondo non si conosce alcuna discendenza.

### Fonti primarie
- (LA)  #ES Isidori Historia Gothorum, Wandalorum, Sueborum.
- (LA)  #ES Idatii episcopi Chronicon.
- (LA)  Monumenta Germaniae Historica, Auctorum antiquissimorum, tomus 11, Isidori Historia Gothorum, Wandalorum, Sueborum, Historia Sueuorum.

### Letteratura storiografica
- Rafael Altamira, "La Spagna sotto i Visigoti", in "Storia del mondo medievale", vol. I, 1999, pp. 743–779
- (ES)  "Maldras"+"457"&hl=pt-BR&redir_esc=y#v=onepage&q="Maldras"%20"457"&f=false #ES Historia del reino visigodo español.